# Philip Singoei
Philip Kipyegon Singoei (31 december 1975) is een Keniaanse langeafstandsloper, die gespecialiseerd is in de marathon.
Singoei won in 2006 en 2007 de marathon van Eindhoven. Hij verbrak hierbij tweemaal het parcoursrecord. In 2007 liep hij onder ideale omstandigheden: 16 graden, zonnig, geen wind. Hij versloeg hiermee Paul Biwott die 2:09.56 nodig had.

## Persoonlijke records
| Onderdeel       | Prestatie | Datum             | Plaats    |
| --------------- | --------- | ----------------- | --------- |
| 10 km           | 27.56     | 10 juni 2000      | Groesbeek |
| halve marathon  | 1:01.20   | 27 maart 1999     | Den Haag  |
| 30 km           | 1:30.24   | 8 oktober 2006    | Eindhoven |
| marathon        | 2:07.57   | 14 oktober 2007   | Eindhoven |
| 10 Engelse mijl | 46.35     | 23 september 2001 | Zaandam   |

## Palmares

### 5 km
- 2002:  Dreams in Hamilton - 14.26

### 10 km
- 1998:  Jongeneel Houtloop in Schiedam - 27.53
- 1998: 5e Coenecooploop in Waddinxveen - 29.31
- 1998: 4e Wolfskamerloop #3 in Huizen - 30.09,3
- 1999:  Centraal Beheer Loop in Apeldoorn - 29.05
- 1999:  Würzburger Residenzlauf - 29.26
- 1999:  Bergen - 29.19
- 1999:  3M in Leiden - 29.07
- 2000:  Zwitserloot Dak Run in Groesbeek - 27.56
- 2000:  3M Leiden - 28.45
- 2000: 4e Struik Prominentenloop Loopfestijn Voorthuizen - 28.57
- 2002:  Sporting Life in Toronto - 28.25
- 2002:  Sunburst Races in South Bend - 29.56

### 15 km
- 1998:  Montferlandloop - 44.43
- 1999:  Montferland Run - 45.41
- 1999: 6e Haagse Beemden Loop - 44.40
- 2002:  Posbankloop - 45.05
- 2003:  Posbankloop - 45.41

### 10 Eng. mijl
- 1998: 4e Dam tot Damloop - 46.30
- 1999:  Gildehuysloop - 48.17
- 2000: 4e Nacht von Borgholzhausen - 47.54
- 2000:  Zeebodemloop - 48.00
- 2000:  Gildehuys - 48.13
- 2001: 6e Dam tot Damloop - 46.35
- 2001:  Gildehuysloop - 48.37
- 2002: 4e Dam tot Damloop - 46.36
- 2002:  Gildehuys - 47.51
- 2003:  Deep Hell Run - 49.11
- 2003: 8e Dam tot Damloop - 47.28

### halve marathon
- 1998:  halve marathon van Maastricht - 1:03.54
- 1999: 4e Dam tot Damloop - 1:02.13
- 1999: 6e City-Pier-City Loop - 1:01.20
- 2000: 5e Dam tot Damloop - 1:01.57
- 2001:  halve marathon van Maastricht - 1:03.06
- 2002:  halve marathon van Vancouver - 1:04.46
- 2002:  halve marathon van Duiven - 1:01.56
- 2004:  City-Pier-City Loop - 1:03.04
- 2004:  halve marathon van Casablanca - 1:03.44
- 2004: 4e halve marathon van Rotterdam - 1:02.52
- 2007:  halve marathon van Turijn - 1:03.37

### marathon
- 2004: 10e marathon van Rotterdam - 2:12.37,5
- 2004:  marathon van Eindhoven - 2:10.07
- 2005:  marathon van Eindhoven - 2:08.45
- 2006: 7e marathon van Parijs - 2:10.11
- 2006:  marathon van Eindhoven - 2:08.18
- 2007:  marathon van Eindhoven - 2:07.57
- 2008: 10e Marathon van Rome - 2:12.05
- 2009: 7e marathon van Taipei - 2:23.13